# رسالة التفاحة

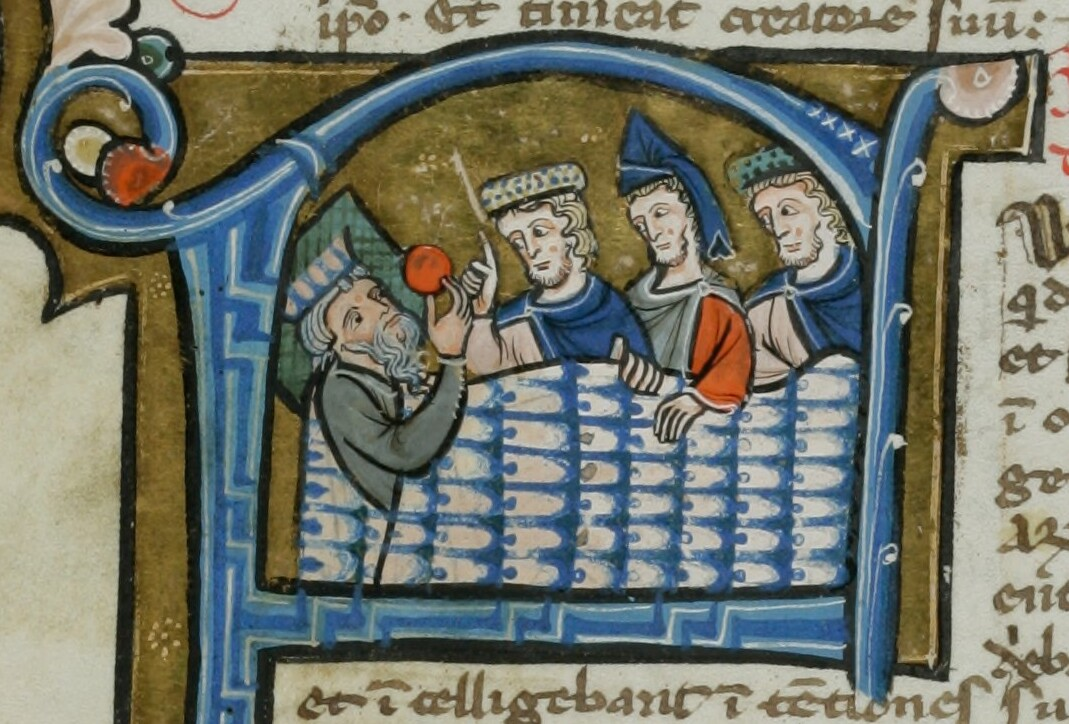
أرسطو يحمل تفاحة، كما هو موضح في مخطوطة من القرن الثالث عشر لكتاب التفاحة

رسالة التفاحة (باللاتينية: Tractatus de pomo et morte incliti principis philosophorum Aristotelis) كان عملًا عربيًّا أفلاطونياً مُحدثًا من العصر الذهبي للإسلام، مؤلفه غير معروف. وقد نُسب إلى أرسطو زورًا؛ ولا يُعرف تاريخ تأليفه على الرغم من أنه يرجع إلى ما قبل القرن العاشر الميلادي، ويُعتقد أنه من أصل عربي. اسمه يأتي من حقيقة أن الحوار المركزي هو حوار أرسطو، الذي يلقي محاضرة عن الخلود أثناء موته، ويتم إحياؤه بشكل دوري وتنشيطه من خلال شم رائحة تفاحة. ورغم وضوح زيف هذه الرسالة إلا أنها نُوقشَت بجدية في موسوعة إخوان الصفا. وقد ترجمها أيضًا إبراهيم بت حصداي من العربية إلى العبرية.